# Campionati italiani cadetti di atletica leggera 2023
I  L campionati italiani cadetti di atletica leggera si sono svolti il 7 ed 8 ottobre a Caorle, in Veneto
La fase di cross dei campionati italiani cadetti si è svolta l'11 e 12 marzo a Gubbio alla Festa del Cross 2023, vedendo vincitori Alessandro Santangelo per la regione Toscana e Sofia Iasaurico per il Veneto.
La fase di corsa in montagna, ha visto due sedi e due date diverse: il 14 maggio a Cortenova si sono svolti i campionati italiani cedetti individuali, ed il 24 giugno a Gagliano del Capo si sono svolti i campionati italiani cadetti per regioni, vedendo trionfare la Lombardia sia tra i maschi che tra le femmine.
A Caorle, ai campionati italiani su pista è stato siglato la nuova migliore prestazione italiana cadetti nei 1200 metri con siepi dal laziale Valerio Ciaramella.

## Minimi di partecipazione

### Pista
| Specialità  | Cadetti A    | Cadetti B (solo rappresentative) | Cadette A    | Cadette B (solo rappresentative) |
| ----------- | ------------ | -------------------------------- | ------------ | -------------------------------- |
| 80 m        | 9"1 - 9"34   | 10”0 - 10”24                     | 10”0 - 10”24 | 10”8 - 11”04                     |
| 300 m       | 36"1 - 36"24 | 40”9 - 41”04                     | 40”8 - 40”94 | 45”9 - 46”04                     |
| 1000 m      | 2’42"00      | 3’05”00                          | 3’02”00      | 3’30”00                          |
| 2000 m      | 6’01"00      | 6’54”00                          | 6’51”00      | 7’50”00                          |
| 1200 st     | 3’30"24      | 4’00”00                          | 4’03”00      | 4’32”00                          |
| 80 hs       | -            | -                                | 12”0 - 12”24 | 14”3 - 14”54                     |
| 100 hs      | 14"1 - 14"34 | 16”8 - 17”04                     | -            | -                                |
| 300 hs      | 41"1 - 41"24 | 47”0 - 47”14                     | 47”2 - 47”34 | 54”0 - 54”14                     |
| Alto        | 1.80 m       | 1.58 m                           | 1.60 m       | 1.38 m                           |
| Lungo       | 6.35 m       | 5.20 m                           | 5.35 m       | 4.50 m                           |
| Asta        | 3.40 m       | 2.20 m                           | 2.95 m       | 2.00 m                           |
| Triplo      | 12.60 m      | 10.50 m                          | 11.05 m      | 9.20 m                           |
| Peso        | 13.50 m      | 10.50 m                          | 10.95 m      | 8.50 m                           |
| Disco       | 35.00 m      | 22.00 m                          | 28.00 m      | 18.00 m                          |
| Martello    | 46.00 m      | 28.00 m                          | 38.00 m      | 20.00 m                          |
| Giavellotto | 44.00 m      | 30.00 m                          | 35.00 m      | 22.00 m                          |
| Pentathlon  | -            | -                                | 3600 punti   | 2200 punti                       |
| Esathlon    | 3700 punti   | 2500 punti                       | -            | -                                |
| Marcia 3 km | -            | -                                | 15’40”00     | 20’00”00                         |
| Marcia 5 km | 25’20”00     | 30’00”00                         | -            | -                                |

## Regioni partecipanti
- Abruzzo (40)
- Basilicata (17)
- Calabria (21)
- Campania (40)
- Emilia-Romagna (59)
- Friuli-Venezia Giulia (43)
- Lazio (64)
- Liguria (38)
- Lombardia (102)
- Marche (42)
- Molise (14)
- Piemonte (54)
- Puglia (45)
- Sardegna (35)
- Sicilia (35)
- Toscana (53)
- Trentino (36)
- Alto Adige (33)
- Umbria (38)
- Valle d'Aosta (26)
- Veneto (95)

## Gare individuali

### Risultati

#### Pista Cadetti, 7-8 ottobre a Caorle
| Specialità             | Oro                                                                         | Prestazione             | Regione                          | Argento                                                                        | Prestazione             | Regione                        | Bronzo                                                        | Prestazione             | Regione    |
| Corse                  |                                                                             |                         |                                  |                                                                                |                         |                                |                                                               |                         |            |
| 80 m vento: -1,4 m/s   | Lorenzo Taddei                                                              | 9"15                    | Umbria                           | Giacomo Cappelletti                                                            | 9"27                    | Lombardia                      | Andrea Tironi                                                 | 9"37                    | Lombardia  |
| 300 m                  | Juan Josè Caggia                                                            | 35"24                   | Piemonte                         | Andrea Dalmonte                                                                | 35"58                   | Veneto                         | Davide Carlo Raffo                                            | 35"63                   | Toscana    |
| 1000 m                 | Luca Cavazzuti                                                              | 2'34"39                 | Sicilia                          | Alessio Perna                                                                  | 3'35"06                 | Abruzzo                        | Thomas Colombo                                                | 3'35"84                 | Lombardia  |
| 2000 m                 | Alessandro Santangelo                                                       | 5'28"36                 | Toscana                          | Achille Alessandri                                                             | 5'32"49                 | Emilia-Romagna                 | Federico Giardiello                                           | 5'35"40                 | Lombardia  |
| 1200 st                | Valerio Ciaramella                                                          | 3'13"96                 | Lazio                            | Alessio Zandonella                                                             | 3'16"87                 | Trentino-Alto Adige (Trentino) | Tamirat Del Prete                                             | 3'16"96                 | Abruzzo    |
| 100 hs vento: -1,8 m/s | Jacopo Cinquegrani                                                          | 13"56                   | Veneto                           | Davide Foresti                                                                 | 13"62                   | Lombardia                      | Daniele Francesco Militello                                   | 13"67                   | Lombardia  |
| 300 hs                 | Valerio Tagliaferri                                                         | 37"57                   | Emilia-Romagna                   | Diego Mancini                                                                  | 38"58                   | Lazio                          | Anand Violante                                                | 39"43                   | Campania   |
| 4X100 m                | Andrea Tironi, Matteo Berardo, Giacomo Cappelletti, Daniele Leonardo Inzoli | 43"20                   | Lombardia                        | Andrea Dal Monte, Giovanni Cantatore, Edwin Fermin Galvan, Alessandro Cortiana | 44"24                   | Veneto                         | Gabriele Burchi, Mattia Patiti, Giacomo Palmi, Lorenzo Taddei | 44"32                   | Umbria     |
| Salti                  |                                                                             |                         |                                  |                                                                                |                         |                                |                                                               |                         |            |
| Alto                   | Simone Esposito                                                             | 1.92 m                  | Campania                         | Matteo Locatelli                                                               | 1.87 m                  | Lombardia                      | Gabriele Ciappesoni                                           | 1.87 m                  | Lombardia  |
| Lungo                  | Daniele Inzoli                                                              | 7.51 m vento: -0,5 m/s  | Lombardia                        | Edoardo Borchi                                                                 | 6.40 m vento: -0,6 m/s  | Toscana                        | Diego Carta                                                   | 6.18 m vento: -0,7 m/s  | Sardegna   |
| Asta                   | Gabriele Belardi                                                            | 4.35 m                  | Puglia                           | Giovanni Cesare Carnelos                                                       | 4.10 m                  | Lombardia                      | Alessio Collini                                               | 4.00 m                  | Marche     |
| Triplo                 | Gustavo Alves Nunes                                                         | 13.54 m vento: +0,5 m/s | Piemonte                         | Lorenzo Rolando                                                                | 13.44 m vento: +0,1 m/s | Liguria                        | Tommaso Chinello                                              | 13.40 m vento: +1,1 m/s | Lombardia  |
| Lanci                  |                                                                             |                         |                                  |                                                                                |                         |                                |                                                               |                         |            |
| Peso                   | Andrea Tramontana                                                           | 16.40m                  | Lazio                            | Antony Del Pioluogo                                                            | 15.48 m                 | Friuli-Venezia Giulia          | Alfusain Aluspa Camara                                        | 15.38 m                 | Sicilia    |
| Disco                  | Mattia Bartolini                                                            | 50.40 m                 | Toscana                          | Mario Victor Bernardinello                                                     | 44.24 m                 | Veneto                         | Michele Acquasanta                                            | 38.68 m                 | Basilicata |
| Martello               | Tommaso Mondello                                                            | 63.27 m                 | Liguria                          | Gabriele Iezza                                                                 | 58.49 m                 | Lazio                          | Enrico Galloni                                                | 56.48 m                 | Lazio      |
| Giavellotto            | Antonio Di Palma                                                            | 59.82 m                 | Campania                         | Tommaso Villa                                                                  | 56.33 m                 | Lombardia                      | Leonardo Di Mugno                                             | 55.86 m                 | Lazio      |
| Prove multiple         |                                                                             |                         |                                  |                                                                                |                         |                                |                                                               |                         |            |
| Esathlon               | Federic Schoepf                                                             | 4735                    | Trentino-Alto Adige (Alto Adige) | Matteo Sorci                                                                   | 4560 punti              | Umbria                         | Mattia Ortolani                                               | 4447 punti              | Veneto     |
| Marcia                 |                                                                             |                         |                                  |                                                                                |                         |                                |                                                               |                         |            |
| Marcia 5 km            | Sonni Vinicio                                                               | 22'30"06                | Lazio                            | Nicolò Vidal                                                                   | 22'30"08 >              | Lombardia                      | Lucio Di Lizio                                                | 22'42"87 >~             | Abruzzo    |

#### Pista Cadette, 7-8 ottobre a Caorle
| Specialità            | Oro                                                                                  | Prestazione             | Regione                          | Argento                                                         | Prestazione             | Regione               | Bronzo                                                                    | Prestazione             | Regione               |
| Corse                 |                                                                                      |                         |                                  |                                                                 |                         |                       |                                                                           |                         |                       |
| 80 m vento: -1,8 m/s  | Kelly Ann Meavane Doualla Edimo                                                      | 9"81                    | Lombardia                        | Michela Pierantoni                                              | 10"06                   | Marche                | Benedetta Dambruoso                                                       | 10"16                   | Veneto                |
| 300 m                 | Margherita Castellani                                                                | 39"04                   | Umbria                           | Matilde Abelli                                                  | 39"17                   | Valle d'Aosta         | Laura Frattaroli                                                          | 39"83                   | Sardegna              |
| 1000 m                | Diletta Ballerini                                                                    | 2'57"06                 | Toscana                          | Kugnojuak Cappola                                               | 2'57"47                 | Abruzzo               | Beatrice Vedovato                                                         | 2'57"88                 | Veneto                |
| 2000 m                | Margherita Vedovato                                                                  | 6'30"82                 | Veneto                           | Carolina Bagnati                                                | 6'31"18                 | Piemonte              | Rebecca Gava                                                              | 6'32"51                 | Veneto                |
| 1200 st               | Caterina Caligiana                                                                   | 3'50"40                 | Umbria                           | Gaia Ballerini                                                  | 3'52"84                 | Toscana               | Isotta Paiotti                                                            | 3'53"54                 | Toscana               |
| 80 hs vento: +0,6 m/s | Alessia Succo                                                                        | 11"25                   | Piemonte                         | Matilda Lui                                                     | 11"42                   | Lombardia             | Gemma De Capitani                                                         | 12"03                   | Lombardia             |
| 300 hs                | Letizia Maria Lariccia                                                               | 44"38                   | Lazio                            | Carola Belli                                                    | 44"46                   | Lombardia             | Amelie del Federico                                                       | 44"52                   | Veneto                |
| 4X100 m               | Latilda Lui, Alessandra Martina Gelpi, Carola Belli, Kelly Ann Maevane Doualla Edimo | 47"47                   | Lombardia                        | Rebecca De Bonis, Noemi Lovecchio, Letizia Rossi, Alessia Succo | 48"37                   | Piemonte              | Elisabetta Tinazzi, Kalidjatou Bace, Micol Lazzarini, Benedetta Dambrouso | 48"50                   | Veneto                |
| Salti                 |                                                                                      |                         |                                  |                                                                 |                         |                       |                                                                           |                         |                       |
| Alto                  | Elena Marchionni                                                                     | 1.69 m                  | Marche                           | Sophie Barbagallo                                               | 1.66 m                  | Emilia-Romagna        | Giada Sommaggio                                                           | 1.63 m                  | Friuli-Venezia Giulia |
| Lungo                 | Poko Silvia Canape                                                                   | 6.03 m vento: +1,1 m/s  | Piemonte                         | Viola Canovi                                                    | 5.98 m vento: +2,8 m/s  | Emilia-Romagna        | Francesca Bertolotti                                                      | 5.71 m vento: +1,0 m/s  | Lombardia             |
| Asta                  | Sofia Cardinali                                                                      | 3.50 m                  | Marche                           | Giorgia Bo                                                      | 3.45 =                  | Lombardia             | Ludovica Zanardini                                                        | 3.20 m                  | Marche                |
| Triplo                | Giulia Elisa Sironi                                                                  | 12.04 m vento: +1,1 m/s | Lombardia                        | Vittoria Grandi                                                 | 11.95 m vento: +1,1 m/s | Emilia-Romagna        | Nene Sane                                                                 | 11.62 m vento: +1,2 m/s | Veneto                |
| Lanci                 |                                                                                      |                         |                                  |                                                                 |                         |                       |                                                                           |                         |                       |
| Peso                  | Stephanie Schoepf                                                                    | 12.85 m                 | Trentino-Alto Adige (Alto Adige) | Anita Rigodanzo                                                 | 12.16 m                 | Veneto                | Iris Lazzari                                                              | 12.12 m                 | Veneto                |
| Disco                 | Chiara Claut                                                                         | 29.35 m                 | Friuli-Venezia Giulia            | Irene Pezzetta                                                  | 29.25 m                 | Friuli-Venezia Giulia | Iolanda Travaglini                                                        | 29.21 m                 | Lazio                 |
| Martello              | Chiara Calore                                                                        | 50.92 m                 | Veneto                           | Elena Orfei                                                     | 48.71 m                 | Marche                | Elisa Carboni                                                             | 48.56 m                 | Lazio                 |
| Giavellotto           | Claudia Lippo                                                                        | 47.31 m                 | Puglia                           | Paloma Castillo                                                 | 43.96 m                 | Veneto                | Eloise Vallet                                                             | 42.01 m                 | Piemonte              |
| Prove multiple        |                                                                                      |                         |                                  |                                                                 |                         |                       |                                                                           |                         |                       |
| Pentathlon            | Isabella Pastore                                                                     | 4600 punti              | Piemonte                         | Sofia Iacoangeli                                                | 4555 punti              | Lazio                 | Rita Manfredini                                                           | 4249 punti              | Emilia-Romagna        |
| Marcia                |                                                                                      |                         |                                  |                                                                 |                         |                       |                                                                           |                         |                       |
| Marcia 3 km           | Anita Marchi                                                                         | 14'43"37                | Veneto                           | Beatrice Palmonari                                              | 14'49"23                | Emilia-Romagna        | Valentina Adamo                                                           | 15'08"05 >              | Toscana               |

#### Corsa campestre, 11-12 marzo a Gubbio
| Specialità           | Oro                   | Prestazione | Società                     | Regione | Argento          | Prestazione | Società                     | Regione             | Bronzo            | Prestazione | Società                    | Regione |
| -------------------- | --------------------- | ----------- | --------------------------- | ------- | ---------------- | ----------- | --------------------------- | ------------------- | ----------------- | ----------- | -------------------------- | ------- |
| Cross 3 km Maschile  | Alessandro Santangelo | 9:34        | A.S. Atletica Virtus Lucca  | Toscana | Girardini Nicola | 9:40        | Atletica Tione              | Trentino-Alto Adige | Cavazzuti Luca    | 9:40        | Siracusatletica            | Sicilia |
| Cross 2 km Femminile | Sofia Isaurico        | 7:25        | Athletic Club Firex Belluno | Veneto  | Isotta Paiotti   | 7:28        | Altevica Piersanta Versilia | Toscana             | Diletta Ballerini | 7:29        | Libertas Atletica Valdelsa | Toscana |

#### Corsa in montagna, 14 maggio a Cortenova
| Specialità                 | Oro             | Prestazione | Società                        | Argento           | Prestazione | Società                   | Bronzo           | Prestazione | Società           |
| -------------------------- | --------------- | ----------- | ------------------------------ | ----------------- | ----------- | ------------------------- | ---------------- | ----------- | ----------------- |
| Montagna 3,5 km Maschile   | Matteo Bagnus   | 15:47       | A.S.D. Podistica Valle Varaita | Francesco Gianola | 15:56       | Premana                   | Nicola Girardini | 16:07       | Atletica Tione    |
| Montagna 2,25 km Femminile | Matilde Mologni | 11:48       | Atletica Alta Valseriana       | Paola Parotto     | 11:48       | U.S. Quercia Trentingrana | Bertolo Giulia   | 12:15       | G. S. Pometto '80 |

## Gare per regioni

### Campioni in carica
I campioni in carica delle più importanti gare a rappresentative sono:
Campionati Italiani 2022
| Campione                                  | Gara              | Regione             | Prestazione | Data                                |
| ----------------------------------------- | ----------------- | ------------------- | ----------- | ----------------------------------- |
| Campioni italiani su pista                | Cadetti Maschile  | Lazio               | 294,5 punti | 1-2 ottobre 2022 Caorle, Italia     |
| Campionesse italiane su pista             | Cadette Femminile | Lombardia           | 311 punti   | 1-2 ottobre 2022 Caorle, Italia     |
| Campioni italiani su pista                | Cadetti Combinata | Lombardia           | 598,5 punti | 1-2 ottobre 2022 Caorle, Italia     |
| Campioni italiani di corsa campestre      | Cadetti Maschile  | Sicilia             | 376 punti   | 12-13 marzo 2022 Trieste, Italia    |
| Campionesse italiane di corsa campestre   | Cadette Femminile | Veneto              | 361 punti   | 12-13 marzo 2022 Trieste, Italia    |
| Campioni italiani di corsa campestre      | Cadetti Combinata | Toscana             | 678 punti   | 12-13 marzo 2022 Trieste, Italia    |
| Campioni italiani di corsa in montagna    | Cadetti Maschile  | Piemonte            | -           | 26 giugno 2022 Saluzzo, Italia      |
| Campionesse italiane di corsa in montagna | Cadette Femminile | Trentino-Alto Adige | -           | 26 giugno 2022 Saluzzo, Italia      |
| Campioni italiani di corsa in montagna    | Cadetti Combinata | Trentino-Alto Adige | -           | 26 giugno 2022 Saluzzo, Italia      |
| Campioni del trofeo di marcia             | Cadetti Maschile  | Puglia              | 336 punti   | 16 ottobre 2022 Grottammare, Italia |
| Campionesse del trofeo di marcia          | Cadette Femminile | Toscana             | 322 punti   | 16 ottobre 2022 Grottammare, Italia |
| Campioni del trofeo di marcia             | Cadetti Combinata | Toscana             | 654 punti   | 16 ottobre 2022 Grottammare, Italia |

Meeting per rappresentative 2023
| Campione                                              | Gara              | Regione   | Prestazione | Data                                 |
| ----------------------------------------------------- | ----------------- | --------- | ----------- | ------------------------------------ |
| Campioni del Trofeo Musacchio                         | Cadetti Combinata | Abruzzo   | 143 punti   | 16 settembre 2023 Campobasso, Italia |
| Campioni del Memorial Pratizzoli                      | Cadetti Combinata | Lombardia | 323 punti   | 4 giugno 2023 Parma, Italia          |
| Campioni del Trofeo indoor “Ai confini delle Marche ” | Cadetti Combinata | Veneto    | 397 punti   | 5 marzo 2023 Ancona, Italia          |

### Risultati

#### Pista, 7-8 ottobre a Caorle
| Specialità | Oro       | Prestazione | Argento   | Prestazione | Bronzo   | Prestazione |
| ---------- | --------- | ----------- | --------- | ----------- | -------- | ----------- |
| Cadetti    | Lombardia | 301 punti   | Toscana   | 272 punti   | Veneto   | 271 punti   |
| Cadette    | Veneto    | 302 punti   | Lombardia | 292 punti   | Piemonte | 276 punti   |
| Combinata  | Lombardia | 593 punti   | Veneto    | 573 punti   | Piemonte | 534 punti   |

#### Corsa Campestre, 11-12 marzo a Gubbio
| Specialità | Oro       | Prestazione | Argento   | Prestazione | Bronzo         | Prestazione |
| ---------- | --------- | ----------- | --------- | ----------- | -------------- | ----------- |
| Cadetti    | Lombardia | 360 punti   | Piemonte  | 352 punti   | Emilia-Romagna | 351 punti   |
| Cadette    | Veneto    | 376 punti   | Toscana   | 338 punti   | Lombardia      | 323 punti   |
| Combinata  | Veneto    | 691 punti   | Lombardia | 683 punti   | Emilia-Romagna | 671 punti   |

#### Corsa in montagna, 24 giugno a Gagliano del Capo[4]
| Specialità | Oro       | Argento             | Bronzo |
| ---------- | --------- | ------------------- | ------ |
| Cadetti    | Lombardia | Trentino-Alto Adige | Veneto |
| Cadette    | Lombardia | Trentino-Alto Adige | Veneto |
| Combinata  | Lombardia | Trentino-Alto Adige | Veneto |